# Ханс Кристоф I Фьолин фон Фрикенхаузен
Ханс Кристоф I Фьолин фон Фрикенхаузен (на немски: Hans Christoph I Vöhlin von Frickenhausen; * ок. 1521; † 14 юли 1576 в Илертисен) е благородник от род Фьолин фон Фрикенхаузен, господар на Илертисен и Нойбург в Швабия, Бавария, съветник на императора и ерцхерцога.
Той е син на Ерхард II Фьолин фон Фрикенхаузен Млади, господар на Илертисен и Нойбург (1482 – 1557) и съпругата му Хелена фон Алберсдорф/Алтерсдорф (1488 – 1547), дъщеря на Улрих фон Алберсдорф и Отилия Зулцер. Внук е на Леонхард Фьолин († 1495) и Маргарета Хотер. Правнук е на Ерхард Фьолин ’Стари’ († 1484) и Елзбет Лаугингер († ок. 1505).
Фамилията Фьолин е успешна търговска фамилия в имперския град Меминген. Дядо му купува през 1460 г. селището Фрикенхаузен и наследниците му започват да се наричат „Фьолин фон Фрикенхаузен“. Баща му Ерхард II Фьолин Млади († 1557) купува през 1520 г. господството Илертисен за 30 000 фл от Швайкхардт фон Гунделфинген и се отказва от гражданското си право в Меминген. Така започва 236-годишната ера на фамилията Фьолин в Илертисен, която през 1756 г. финансово банкрутира и завършва с продажбата на господството. Фамилията Фьолин фон Фрикенхаузен притежава господството Нойбург ан дер Камел в Бавария от 1524 до 1816 г. След изчезването на фамилията Фьолин по мъжка линия, дъщерите наследяват дворец Нойбург и живеят там до 1816 г.
Ханс Кристоф I Фьолин фон Фрикенхаузен следва ок. 1536 г. в университета в Инголщат. Той става съветник на императора и ерцхерцога. През август 1559 г. императорът Фердинанд I му дава в Аугсбург дожитвотно Илертисен и Нойбург. Той често е изпращан на извънредни мисии в комисии, за да разследва проблемите там. През 1566 г. той е изпратен на мисия от ерцхерцог Фердинанд II от Тирол.
Той купува и малки парцели в и около Илертисен и Нойбург.

## Фамилия
Ханс Кристоф I Фьолин фон Фрикенхаузен се жени на 22 ноември 1543 г. в Халденванг за фрайин Вероника фон Фрайберг-Айзенберг, Халденванг и Найдлинген (* 20 януари 1523, Нидерраунау; † 12 януари 1582, Нидерраунау), дъщеря на фрайхер Еберхард фон Фрайберг-Айзенберг, Халденванг, Найдлинген и Анна фон Щайн. Те имат седем сина и осем дъщери, между тях:
- Ерхард Фьолин фон Фрикенхаузен (* 12 януари 1546; † 14 януари 1576, Щутгарт)
- Хелена Фьолин фон Фрикенхаузен (* 15 август 1547; † 8 март 1630)
- Регина Фьолин фон Фрикенхаузен (* 9 декември 1548; † 27 декември 1623, Швенди), омъжена на 22 юни 1573 г. за Александер фон Швенди (* 25 март 1541; † 24 февруари 1608, Швенди), син на Марквард фон Швенди († 1564) и Доротея фом Щайн († 1547)
- Сабина Фьолин фон Фрикенхаузен (* 23 ноември 1554; † 5 юни 1595), омъжена на	21 май 1580 г. в 	Илертисен за Фердинанд Ехингер фон Балцхайм († 3 май 1595)
- Карл Фьолин фон Фрикенхаузен (* 6 септември 1562, Илертисен; † 3 януари 1599, Аугсбург), господар на Илертисен, женен на 14 февруари 1588 г. с Мария Рот фон Бусмансхаузен (* 1569; † 15 април 1618, Илертисен), дъщеря на Давид Рот фон Бусмансхаузен и Катарина фон Швенди
- Кристина Фьолин фон Фрикенхаузен (* 26 октомври 1564; † 26 октомври 1564)